# Clitenella fulminans
Clitenella fulminans es un coleóptero de la familia Chrysomelidae.
Clitenella fulminans fue descrito científicamente por primera vez en 1835 por Faldermann.